# Facebook Instant Articles
Instant Articles (Мгновенные статьи) – функция социальной сети Facebook, позволяющая просматривать материалы интернет-изданий в мобильном приложении Facebook без перехода на внешнюю веб-страницу ресурса. Сервис сокращает время загрузки страницы и позволяет экономить трафик.

## История
Запуск Instant Articles произошел 12 мая 2015 года. Партнерами по запуску выступили The New York Times, National Geographic, BuzzFeed, NBC, The Atlantic, The Guardian, BBC News, Spiegel и Bild. Первоначально данная функция была доступна только для iPhone.
На протяжении трех недель после запуска сервисом не воспользовалось ни одно издание. 9 июня появилась первая статья от The Guardian.
В апреле 2016 года Facebook начал сотрудничество с платформой Medium for Publishers. Любая компания или издатель, использующие Medium, получили возможность публиковать свой контент в формате мгновенных статей при условии, что информация соответствует политике Facebook. В этом же году на конференции Facebook F8 компания объявила, что сервис доступен для всех издателей.

## Аналитика
Во время запуска Facebook объявила, что функция Instant Articles будет совместима с comScore, Google Analytics, Omniture.